# Skarpnäcks kulturhus

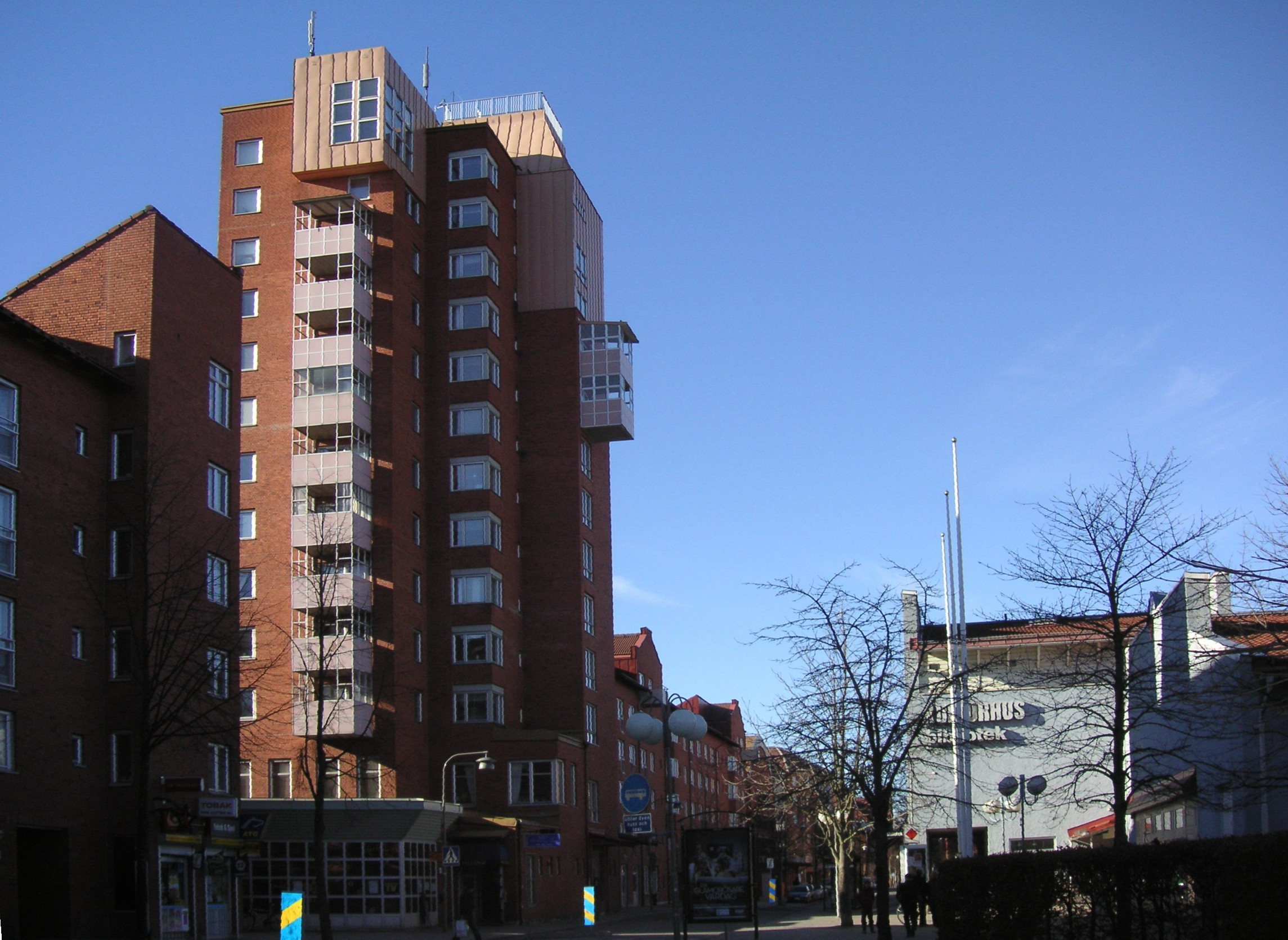
Kulturhuset syns till höger i bilden

Skarpnäcks kulturhus är ett kulturhus i Stockholmsstadsdelen Skarpnäck, invigt 1985.
Skarpnäcks kulturhus ligger i centrala Skarpnäck och invigdes som Skarpnäcks Folkets hus av Olof Palme den 6 december 1985. Det blev bland annat ett centrum för den uppmärksammade teatergruppen Jordcirkus, har hyst en mångfald av aktiviteter, teatergästspel av Unga Klara med flera, Sverigemästerskap i boxning, nycirkus etc.
Efter en renovering nyinvigdes det den 14 februari 2004 som Skarpnäcks kulturhus och förvaltas av Skarpnäcks stadsdelsförvaltning. Kulturhuset innehåller en teaterlokal för 180 åskådare och en mindre, samt repetitionslokaler för dans, teater, musik, nycirkus och Stockholms kulturskolas verksamheter, dessutom konstutställningar, bibliotek, servering etc. Sedan 2017 är huset en av Kulturhuset Stadsteaterns gästspelsscener för dess Kretsteatern.